# Jiří Skalák
Jiří Skalák (Pardubice, 12 marzo 1992) è un calciatore ceco, centrocampista della Dyn. Č. Budějovice.

## Caratteristiche tecniche
Ala destra, può giocare anche come ala sinistra.

## Carriera

### Club
Nel 2011 raggiunge Pavel Malchárek a 24 partite e diviene il calciatore con il maggior numero di presenze nell'Under-19 ceca.
Il 7 aprile 2015 il Mladá Boleslav lo riscatta definitivamente dello Sparta Praga dopo il prestito nella stagione 2014-2015.
Il 1º febbraio 2016 viene ceduto in Inghilterra al Brighton & Hove Albion.
Il 2 agosto 2018 passa al Millwall.

### Nazionale
Viene convocato per gli Europei 2016 in Francia.